# Reichsbund jüdischer Frontsoldaten

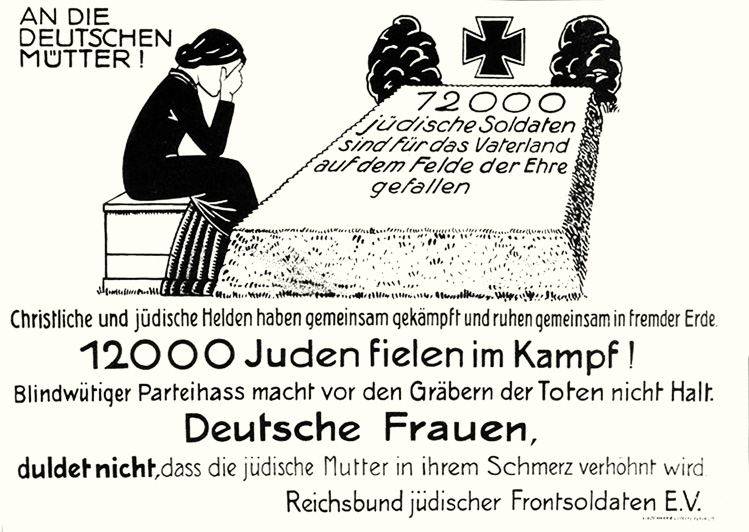
Poster die door de Rijksbond werd verspreid (1920)

De Reichsbund jüdischer Frontsoldaten (RjF) (Rijksbond voor Joodse Frontsoldaten) was een Duitse vereniging voor soldaten met een Joodse afkomst die in de Eerste Wereldoorlog hadden gevochten. De organisatie werd in 1938 door de nazi's verboden.

## Geschiedenis
De Rijksbond werd in februari 1919 opgericht op initiatief van Leo Löwenstein. Tijdens de Eerste Wereldoorlog hadden er aan Duitse zijde zo'n 85.000 Duitse Joden meegevochten, waarvan er ongeveer 12.000 sneuvelden. Löwenstein wilde door hier aandacht voor de vragen het opkomende antisemitisme tegengaan. 
In haar grondslag sprak de vereniging uit dat de Duitse Joden bij Duitsland hoorden. Zij wees het zionisme af. De bond zag het juist als haar doel om leden te assimileren. Daarom bevorderde zij de opleiding tot ambachtsman en landbouwer, beroepen waar Joden eeuwenlang van waren uitgesloten.
De nieuwe vereniging had snel meer dan 30.000 leden, dit aantal steeg zelfs door tot 55.000 man. Daarmee was het de grootste Joodse ledenorganisaties in de Weimarrepubliek. Ruim de helft van de Joodse strijders sloot zich aan bij een van de vijfhonderd lokale verenigingen. De Rijksbond gaf van 1921 tot 1938 een eigen krant uit onder de naam Het Schild. Ook was er een afdeling voor oorlogsslachtoffers. De aan de bond gelieerde sportafdeling kwam tot stand na rellen tegenover Joodse inwoners in Scheunenviertel in november 1923. De politie kon of wilde de relschoppers niet in de hand houden, waarna de Rijksbond zijn eigen gewapende patrouilles vormde om haar geloofsgenoten te beschermen.
Door de Rijksbond zijn twee boeken uitgegeven. In 1924 verscheen het boek Jüdische Flieger im Weltkrieg van de hand van Felix Aaron Theilhaber. Saillant detail is de foto op de voorkant. Op het vliegtuig van de Joodse oorlogsvlieger Fritz Beckhardt staat een hakenkruis afgebeeld. In 1932 verscheen het boek Die jüdischen Gefallenen des deutschen Heeres, der deutschen Marine und der deutschen Schutztruppen 1914–1918, met daarin de namen van twaalfduizend Joodse gevallenen.

### Onder naziregime
Na de machtsovername van de nazi's in 1933 vroeg de Rijksbond aan de nieuwe regering om een bevoorrechte positie van Joodse oorlogsveteranen. Daarin werd zij gesteund door rijkspresident Paul von Hindenburg, maar het verzoek werd door de nieuwe machtshebbers genegeerd. De Rijksbond probeerde haar goede wil aan de nazi's te laten zien. Zo noemde zij bijvoorbeeld buitenlandse kritiek op de Jodenvervolging in Duitsland "ophitsing".
Vanaf 1932 kwam het accent van de Rijksbond duidelijk te liggen op sport. Er ontstonden eigen competities omdat Joden werden uitgesloten uit de reguliere sport. In 1934 waren er landelijke kampioenschappen in voetbal, boksen en tennis. Als gevolg van de emigratie van veel leden naar het buitenland slonk de vereniging in omvang, maar dit werd opgevangen met de aanwas van jeugdige leden.
De politieke activiteiten van de Rijksbond voor Joodse Frontsoldaten werd in 1936 verboden, de organisatie zelf werd in 1938 gedwongen opgeheven. De nazi's wilde dat zij opging in de Rijksvereniging voor Joden in Duitsland (Duits:Reichsvereinigung der Juden in Deutschland), waarvan alle Joodse organisaties moesten opgaan. Aanvankelijk weigerde de Rijksbond lid te worden omdat ook zionistische organisaties zich aansloten bij de Rijksvereniging.